# Світловий прилад

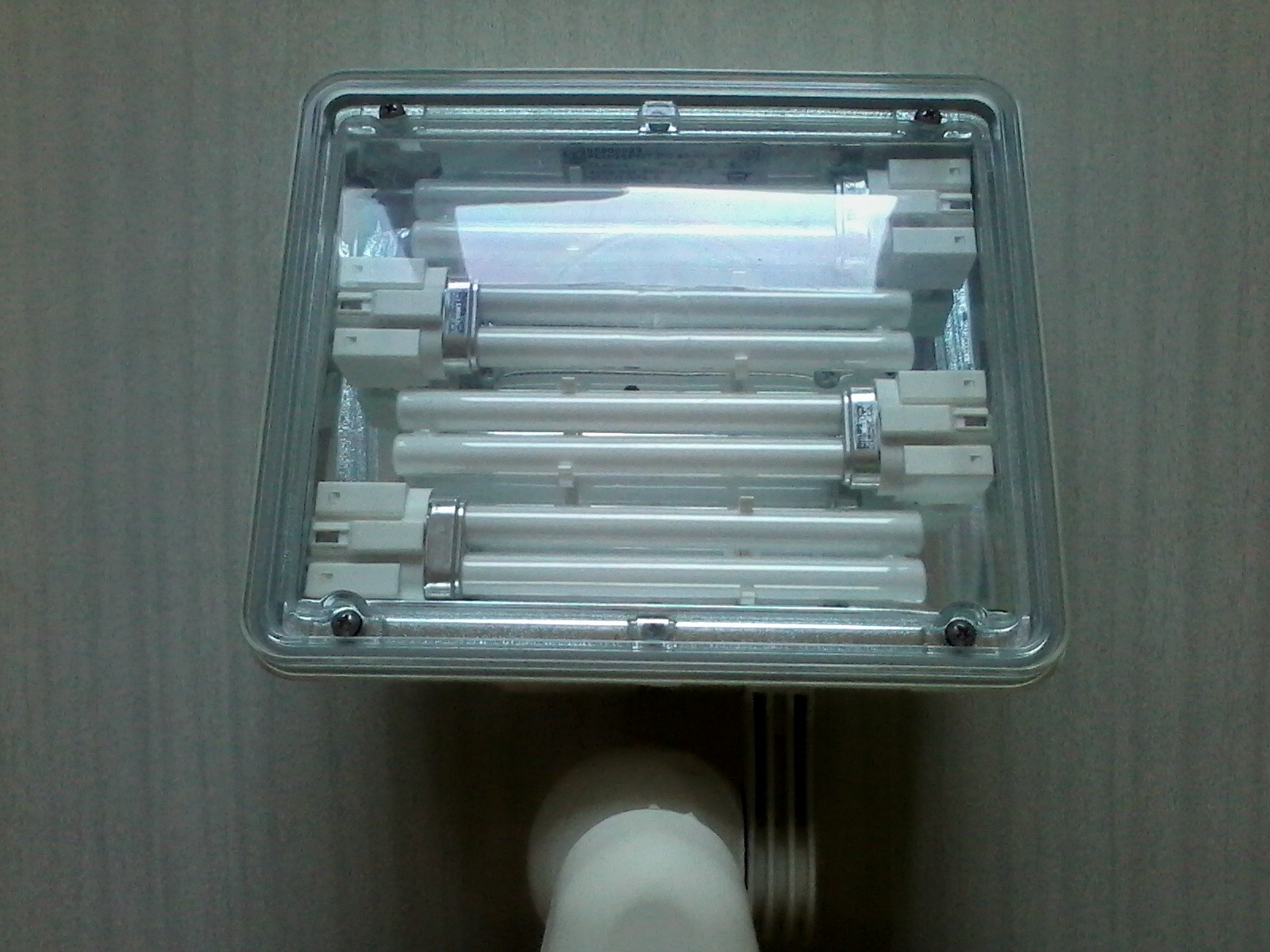
Освітлювальний світловий прилад - прожектор

Світлові прилади призначено задля освітлення, опромінення, світлової сигналізації або  проєкції і вони поділяються на: освітлювальні, опромінювальні, сигнальні та проєкційні. Зазвичай, світлові прилади (СП) складаються з джерела оптичного випромінювання, пристрою для перерозподілу променевого потоку у просторі за заданим направленням, а також конструкційних деталей, що об'єднують усі частини СП та забезпечують потрібний захист джерела випромінювання й світлорозподільного пристрою від механічних пошкоджень та впливу довкілля, навколишніх предметів від можливої високої температури лампочки, а також від необережного доторку людей чи тварин до струмопровідних частин. Світлові прилади з газорозрядними джерелами світла  доповнюються пристроями для запалювання лампи та усталення її роботи.           

## Загальне
Залежно від призначення СП, використовується або випромінювання лише частини оптичного спектру (ультрафіолетове, видиме чи інфрачервоне), чи випромінювання усього оптичного спектру. За ступенем скупчення променевого потоку, світлові прилади поділяють на три класи: 
- які найбільше спрямовують світловий потік уздовж оптичної осі (прожектори),
- що насамперед зосереджують світловий потік у малому обсязі на декотрій ділянці оптичної осі (проєкційні прилади),

Схема відбивача лампи, що показує шлях, який світло зазвичай бере від джерела світла.

- Схема відбивача лампи, що показує шлях, який світло зазвичай бере від джерела світла.котрі рівномірно перерозподіляють світловий потік у великому тілесному куті  (світильники).

Для перерозподілу світлового потоку у СП використовують:            
- направлене відбиття світла дзеркальними відбивачами параболічної, еліпсоїдної або довільної форми;
- направлене пропускання світла  лінзами Френеля  (дисковими або циліндричними), асферичними чи конденсаторними лінзами [2] або призматичними пристроями;
- розподілене та направлено-розсіяне відбиття світла дифузними, емальованими та матованими відбивачами;

- дифузне та направлено-розсіяне пропускання світла приглушеними (молочними), опаловими й  матованими розсіювачами.

Основні світлотехнічні характеристики світлових приладів — розподілення сили світла, рівень яскравості й освітленості, а також ККД (коефіцієнт корисної дії), який дорівнює відношенню корисно-застосованого світлового потоку до повного світлового потоку джерела випромінення.